# Planet of Fire
A Planet of Fire a Doctor Who sorozat 134. része, amit 1984. február 23–a és március 2-a között adtak négy epizódban.
Ebben a részben jelenik meg először Nicola Bryant, mint Perpugilliam "Peri" Brown, mint az ötödik Doktor legújabb útitársa, és ebben a részben távozott Mark Strickson mint Vislor Turlough. Továbbá ez volt második, egyben utolsó megjelenése Gerald Flood-nak, aki Kaelion-nak adta a hangját.
Eredetileg ebben a részben jelent volna meg Anthony Ainley mint a Mester, de végül továbbra is ő játssza az ellenséget.

## Történet
A Tardis-t egy furcsa rádiójel a Földre, Lanzarote szigetére hozza. Itt Turlough kiment a vízből egy fuldokló amerikai lányt, Perit. A lánynál egy különös fémből készült szerkezet van, rajta ugyanolyan jel, mint ami Turlough karján is látható. A rádiójel és a furcsán viselkedő Kamelion jóvoltából a Tardis a Sarn nevű vulkanikussá változó bolygón köt ki, ahol állítólag egy gyógyító gáz található. De minden mögött a régi ellenség, a Mester áll, mindenre elszántan, hogy megkaparinthassa az elixírt...

## Epizódlista
| Epizódok sorszáma | Bemutató napja    | Hossza | Nézők száma (millió) |
| ----------------- | ----------------- | ------ | -------------------- |
| 1.                | 1984. február 23. | 24:26  | 7,4                  |
| 2.                | 1984. február 24. | 24:20  | 6,1                  |
| 3.                | 1984. március 1.  | 23:57  | 7,4                  |
| 4.                | 1984. március 2.  | 24:44  | 7                    |

Planet of Fire-ben megjelent VHS 1998 szeptemberében. A DVD-ben adták ki 2010 júniusában, a kommentár Peter Davison, Nicola Bryant, Mark Strickson és Fiona Cumming részeként a box set Kamelion Tales együtt A király Demons. Is tartalmazott egy Special Edition szerkesztés történet által felügyelt igazgatója Fiona Cumming. A speciális kiadás szerkesztés is tartalmaz egy külön forgatták előzmény megkezdése előtt címeket. A mindössze 66 perc alatt nem a legrövidebb és a legtöbb szerkesztett a különleges kiadás. Ez a sorozat is megjelent részeként Doctor Who DVD fájlokat szóban forgó 116 június 12-én 2013-ban.

## Könyvkiadás
A könyvváltozatát 1985. február 15-én adta ki a Target könyvkiadó. Írta Peter Grimvade.

## Otthoni kiadás
- VHS-en 1998 szeptemberében adták ki.
- DVD-n 2010 júniusában adták ki a "Kamelion Tales" nevű dobozban.

### Fordítás
- Ez a szócikk részben vagy egészben  a   Planet_of_Fire című angol Wikipédia-szócikk fordításán alapul.  Az eredeti cikk szerkesztőit annak laptörténete sorolja fel. Ez a jelzés csupán a megfogalmazás eredetét és a szerzői jogokat jelzi, nem szolgál a cikkben szereplő információk forrásmegjelöléseként.